# Kjell Bondevik
Kjell Bondevik, född 1901, död 1983, var en norsk folklivsforskare och politiker (Kristelig Folkeparti).
Han satt i Stortinget för Rogaland fylke mellan 1950 och 1960, var vice partiordförande i Kristelig Folkeparti 1955-1961 och parlamentarisk gruppledare 1961-1965.
Under John Lyngs regering 1963 var han socialminister och under Per Bortens regering 1965-1971 innehade han posten som kyrko- och undervisningsminister. Den 2 mars 1971 avgick Bortens regering på grund av läckaget om EG. Några dagar senare fick Bondevik uppdraget att bilda en ny fyrpartiregering bestående av Kristelig Folkeparti, Høyre, Senterpartiet och det liberala partiet Venstre. Förhandlingarna pågick till måndagen den 8 mars. Då han kvällen därpå var tvungen att ge upp, gick han ut i TV med det i Norge klassiska uttalandet "Eg er djupt såra og vonbroten (besviken)."
Kjell Bondevik var farbror till Kjell Magne Bondevik.